# Danh sách họ người Triều Tiên phổ biến
Đây là Danh sách họ của Hàn Quốc theo tên họ gia đình Hàn Quốc bởi dân số.
Dữ liệu được cung cấp bởi chính phủ Hàn Quốc. Chính phủ Bắc Triều Tiên không công bố dữ liệu này.

## Danh sách
| Hangul          | Hanja              | Romaja quốc ngữ      | McCune-Reischauer    | Cách phát âm phổ biến                                          | Dân số Hàn Quốc 2000 * |
| --------------- | ------------------ | -------------------- | -------------------- | -------------------------------------------------------------- | ---------------------- |
| 김              | 金                 | Gim                  | Kim                  | Kim, Kym, Ghim, Khim, Gym                                      | 9,925,949              |
| 이 (S) 리 (N) 5 | 李, 伊, 異         | I (S) Ri (N) 5       | Yi (S) Ri (N) 5      | Lee, Yi, Rhee, Ree, Rey, Rhie                                  | 6,796,227              |
| 박              | 朴                 | Bak                  | Pak                  | Park, Pak, Bark, Pack, Pak, Bak, Bac                           | 3,895,121              |
| 정              | 丁, 程, 鄭         | Jeong                | Chŏng                | Chung, Jung, Joung, Chong, Cheong, Choung                      | 2,230,611              |
| 최              | 崔                 | Choe                 | Ch'oe                | Choi, Che, Choy, Chey                                          | 2,169,704              |
| 조              | 趙, 曺             | Jo                   | Cho                  | Cho, Joe, Joh, Jou                                             | 1,347,730              |
| 강              | 姜, 剛, 康, 强, 彊 | Gang                 | Kang                 | Kang, Kahng, Kwang, Khang                                      | 1,169,805              |
| 유 (S) 류 (N) 4 | 柳, 劉, 兪, 庾     | Yu (S) Ryu (N) 4     | Yu (S) Ryu (N) 4     | Yoo, You, Ryu                                                  | 1,040,984              |
| 윤              | 尹                 | Yun                  | Yun                  | Yoon, Youn, Yune, Yeun                                         | 948,600                |
| 장              | 莊, 章, 張, 蔣     | Jang                 | Chang                | Chang, Jahng, Jhang, Gang, Jeung, Jang, Zang                   | 943,257                |
| 신              | 申, 辛, 愼         | Sin                  | Sin                  | Shin, Shinn, Sheen, Chin, Seen                                 | 911,556                |
| 임 (S) 림 (N) 6 | 林, 任             | Im (S) Rim (N) 6     | Im (S) Rim (N) 6     | Lim, Yim, Rim, Leem, Rhim, Reem, Rym, Lym                      | 735,493                |
| 한              | 韓, 漢             | Han                  | Han                  | Hahn, Hann                                                     | 715,556                |
| 오              | 伍, 吳             | O                    | O                    | Oh, Oe, Au                                                     | 706,908                |
| 서              | 西, 徐             | Seo                  | Sŏ                   | Suh, Su, Sur, So, Seu                                          | 695,249                |
| 전              | 全, 田, 錢         | Jeon                 | Chŏn                 | Jun, Chun, Chon, Jeun, Cheon, Chen, Jeon                       | 687,867                |
| 권              | 權                 | Gwon                 | Kwŏn                 | Kwon, Kweon, Kwun, Gwon                                        | 652,495                |
| 황              | 黃                 | Hwang                | Hwang                | Whang, Hoang, Whoang, Whoan                                    | 644,294                |
| 송              | 宋, 松             | Song                 | Song                 | Soung, Sung                                                    | 639,082                |
| 안              | 安                 | An                   | An                   | Ahn, Ann, Aan                                                  | 637,786                |
| 홍              | 洪                 | Hong                 | Hong                 | Houng, Hyong                                                   | 518,635                |
| 양 (S) 량 (N) 1 | 梁, 楊, 樑, 襄     | Yang (S) Ryang (N) 1 | Yang (S) Ryang (N) 1 | Ryang, Yaung, Lyang, Yang                                      | 486,645                |
| 고              | 高                 | Go                   | Ko                   | Ko, Koh, Goh, Kho, Gho, Kor                                    | 435,839                |
| 문              | 門, 文             | Mun                  | Mun                  | Moon                                                           | 426,927                |
| 손              | 孫                 | Son                  | Son                  | Sohn, Shon, Soon, Soun                                         | 415,182                |
| 배              | 裵                 | Bae                  | Pae                  | Bai, Bea, Pae, Pai                                             | 372,064                |
| 백              | 白                 | Baek                 | Paek                 | Baik, Back, Beck, Paik, Paek, Beak, Baek, Pak, Bak, Pack       | 351,275                |
| 허              | 許                 | Heo                  | Hŏ                   | Hur, Huh, Her, Hu, Ho                                          | 300,448                |
| 노 (S) 로 (N)   | 盧, 魯, 路         | No (S) Ro (N)        | No (S) Ro (N)        | Noh, Roh, Ro, Rho, Nho                                         | 290,434                |
| 남              | 南                 | Nam                  | Nam                  | Nahm, Nham, Narm                                               | 257,178                |
| 심              | 沈                 | Sim                  | Sim                  | Shim, Shen, Shum, Seem, Sheem, Shimn, Sihm                     | 252,255                |
| 주              | 周, 朱             | Ju                   | Chu                  | Joo, Chu, Chuu, Choo, Jou, Zoo                                 | 215,010                |
| 하              | 河, 夏             | Ha                   | Ha                   | Hah, Har                                                       | 213,758                |
| 성              | 成, 星             | Seong                | Sŏng                 | Sung, Soung, Seung, Song                                       | 185,363                |
| 차              | 車                 | Cha                  | Ch'a                 | Char, Cha, Chah, Tchah, Tcha, Chaa                             | 180,589                |
| 우              | 于, 禹             | U                    | U                    | Woo, Wu, Ou, Wo, Uh                                            | 180,141                |
| 나 (S) 라 (N)   | 羅                 | Na (S) Ra (N)        | Na (S) Ra (N)        | Ra, Nah, La, Rha, Rah                                          | 172,022                |
| 진              | 晉, 眞, 陳, 秦     | Jin                  | Chin                 | Chin, Jean, Gin                                                | 170,980                |
| 민              | 閔                 | Min                  | Min                  | Minn                                                           | 159,054                |
| 지              | 智, 池             | Ji                   | Chi                  | Jee, Ch, Gi, Chee, Gee, Ji, Jhi                                | 147,572                |
| 엄              | 嚴                 | Eom                  | Ŏm                   | Um, Eum, Uhm, Aum, Oum, Ohm                                    | 132,990                |
| 변              | 卞, 邊             | Byeon                | Pyŏn                 | Byun, Byon, Pyun, Byoun, Pyon                                  | 131,554                |
| 원              | 元, 袁, 苑         | Won                  | Wŏn                  | Weon, Woon, Wone, Wun, One                                     | 120,465                |
| 방              | 方, 房, 邦, 龐     | Bang                 | Pang                 | Pang, Bhang, Bahng, Pahng                                      | 119,703                |
| 채              | 采, 菜, 蔡         | Chae                 | Ch'ae                | Chai, Tchai, Che, Chea                                         | 119,251                |
| 천              | 天, 千             | Cheon                | Ch'ŏn                | Chun, Chon, Chen, Choun, Jeon, Jhon, Jh'on, Jhoun, Jhun, Jheon | 112,227                |

- ^1  Chỉ áp dụng cho 梁 và 樑.
- ^2  Chỉ áp dụng cho 呂.
- ^3  Chỉ áp dụng cho 連.
- ^4  Chỉ áp dụng cho 柳 và 劉.
- ^5  Chỉ áp dụng cho 李.
- ^6  Chỉ áp dụng cho 林.